# Kyselina acetyloctová
Kyselina acetyloctová (systematicky 3-oxobutanová kyselina) je chemická sloučenina o vzorci CH3COCH2COOH. Jedná se o beta-keto kyselinu, která je, podobně jako jiné beta-keto kyseliny, nestabilní. Tato karboxylová kyselina patří mezi slabé kyseliny. Kyselina acetyloctová se rozkládá na aceton a oxid uhličitý.
CH3COCH2CO2H → CH3COCH3 + CO2
Kyselá forma (kationt kyseliny (CH3COCH2COOH) má poločas přeměny 140 minut[zdroj?] při 37 °C ve vodě a bazická forma (aniont kyseliny - CH3COCH2COO−) má poločas přeměny 130 hodin.
Acetacetát je produktem ketogeneze nebo může taky vzniknout při metabolismu vybraných biogenních aminokyselin např. leucinu, tryptofanu a tyrosinu.